# Friedrich Blochmann
Friedrich Blochmann (Karlsruhe, 21 gennaio 1858 – Tubinga, 22 settembre 1931) è stato uno zoologo e microbiologo tedesco.

## Biografia
Era il figlio dello storico Eduard Winkelmann (1838-1896). Studiò alla scuola tecnica di Karlsruhe e presso l'Università di Heidelberg, dove fu allievo di Otto Bütschli. Nel 1885 ottenne la sua abilitazione e nel 1888 divenne professore. Nel 1891 fu il successore di Maximilian Braun come professore di zoologia e anatomia comparata presso l'Università di Rostock. Nel 1898 si trasferì come professore all'Università di Tubinga.
Nel campo della algologia, descrisse la specie di alghe Haematococcus buetschlii.
Nel 1887 fu il primo a portare all'attenzione scientifica l'esistenza di batteri innocui per gli organismi, poiché fino allora venivano considerati solo patogeni. 

## Opere principali
- Die mikroskopische Pflanzen-und Thierwelt des Süsswassers (con Oskar von Kirchner, 1885/86)
- Über eine neue Haematococcusart, 1886
- Untersuchungen über den Bau der Brachiopoden, 1892
- Die epithelfrage bei Cestoden und Trematoden, 1896
- Die Brachiopoden der Schwedischen Südpolar-expedition, 1912[2][3]